# Belinda Snell
Belinda Snell, född den 10 januari 1981 i Mirboo North, Victoria, är en australisk basketspelare som tog tog OS-silver 2008 i Peking. Detta var tredje gången i rad Australien tog silver vid de olympiska baskettävlingarna. Snell var även med i Aten tog OS-silver 2004.